# Steve Jay
Steve Jay, pseudonimo di Eugen Stephen Jay (Detroit, 26 gennaio 1951), è un bassista statunitense, conosciuto soprattutto per la collaborazione con il cantante statunitense "Weird Al" Yankovic.

## Biografia
Dopo aver completato in Florida gli studi di composizione, trascorse due anni e mezzo per studiare le percussioni in Niger, dove effettuò alcune incisioni. Indebolito dalla malaria e da parassiti intestinali, decise di ritornare negli Stati Uniti.
Si trasferì a Los Angeles dove si sottopose senza successo a un provino per Frank Zappa. Insieme all'amico Jim West, fece poi un'audizione per "Weird Al" Yankovic, con il cui gruppo suona tuttora come bassista ufficiale.
Assieme a Pete Gallagher ha fondato il duo etno-funk "Ak & Zuie", ma ha anche inciso diversi album solisti.

## Discografia

### Nonesuch Explorer Series
- Ghana: Ancient Cerimonies, Songs and Dance Music
- Dance of the World
- West Africa: Drum, Chant and Instrumental Music

### Con "Weird Al" Yankovic
- "Weird Al" Yankovic
- "Weird Al" Yankovic in 3-D
- Dare to Be Stupid
- Polka Party!
- Even Worse
- UHF-Original Motion Picture Soundtrack and Other Stuff
- Off the Deep End
- Alapalooza
- Bad Hair Day
- Running with Scissors
- Poodle Hat
- Straight Outta Lynwood
- Mandatory Fun

### Album da solista
- Physical Answer
- Sea Never Dry
- Film Music
- Tangled Strings
- Self Avoid Random Walk
- Outer Voice
- Rounder Gaze
- Friction
- Plus

### Con Ak & Zuie
- Non-Franciscan Duets

### Raccolte
- Deep Forest
- Late In The 20th Century: An Elektra/Nonesuch New Music Sampler